# Сотников, Иван Владимирович
Иван Владимирович Сотников (12 февраля 1908 года — 21 февраля 1988) — писатель, переводчик. Член Союза писателей Республики Башкортостан. Участник Великой Отечественной войны.

## Биография
Иван Владимирович Сотников родился 12 февраля 1908 года в деревне Скуратово. Отец — рабочий железнодорожник.
Окончив школу, Иван Владимирович работал ремонтным рабочим, секретарём сельсовета, учителем. В 1928—1931 годах работал инспектором отдела народного образования в Алексине, до 1937 года работал в редакции газеты «Знамя Ильича», с 1937-го по 1941 годы — директором средней школы.
В 1930 году закончил заочное отделение литературного факультета Государственной академии художественных наук, в 1934 году — заочный курс Московского института иностранных языков. Перед войной 2 года учился в аспирантуре Московского пединститута.
С 1941 года служил в рядах Красной Армии. Участвовал в защите Москвы в освобождении Украины, Молдавии, Румынии, Венгрии, Польши, Германии и Чехословакии. Был дважды ранен.
В 1960 году И. В. Сотников ушёл в запас в звании полковника и занялся литературной деятельностью.
Ещё с 1933 года на страницах газет и журналов он писал очерки, выступал как литературный критик и публицист. В 1952—1960 годах работал ответственным редактором альманаха «Литературная Башкирия». С 1960 по 1968 год был руководителем секции русских писателей в Союзе писателей Башкирской АССР. В 70-х годах в «Литературной газете» была напечатала критическая статья о его творчестве. Результатом этой статьи было то, что Иван Владимирович оставил пост в Союзе писателей и почти перестал печататься.
Собирая материалы о рабочем классе для своих книг, Иван Владимирович работал инженером БТИ на Уфимском заводе, выступал с политинформациями и лекциями от Союза писателей и от общества «Знание». Итогом работы на УМПО стали две книги о истории легендарного завода.
В 1960—1988 годах жил в Уфе, умер в 1988 году.

### Семья
Жена - Мария Николаевна Сотникова
Дочь - Инна Ивановна Сотникова
Внучка - Марианна Викторовна Тимофеева

## Произведения
- И. В. Сотников «Свет всему свету». Уфа: Башкирское книжное издательство, 1980.
- Книга-репортаж «В атаку» (1933).
- Книги о войне: «Корсунское побоище», «Оружие чести», «Сильнее огня», «Днепр могучий» и другие.
- Дилогия «Днепр могучий», трилогия «Свет всему свету».
- Книга «Немеркнущее пламя» — издана на румынском языке в Бухаресте.
- Повесть «Мальчишки из Сайгона».
- Очерки «В кипении будней», «Люблю тебя, жизнь».
- Романы «Время не останавливается», «На бой бессмертный», «Дунай в огне».
- Книги «Чудо-камень», «Завод мой — гордость моя», «Наша с тобой биография» (в соавторстве с М. Воловиком).
- Переводы с башкирского: повести «Странный человек» З. Биишевой, «Родник» С. Кулибая, роман «Майский дождь» А. Валеева.

## Награды и звания
Два ордена Красного Знамени (13.09.1944; 26.11.1944)
Орден Кутузова третьей степени
Орден Богдана Хмельницкого 3-й степени (1945)
Два ордена Отечественной войны I степени (06.04.1944; 06.04.1985)
Орден Отечественной войны II степени (23.02.1944)
Два ордена Красной Звезды (24.03.1944; 30.12.1956)
Медали «За оборону Москвы», «За взятие Будапешта», «За освобождение Праги»
Польские и чехословацкие медали.